# Bessey
Bessey település Franciaországban, Loire megyében. Lakosainak száma 465 fő (2022. január 1.). Bessey Chavanay, Lupé, Maclas, Malleval, Pélussin és Roisey községekkel határos.

## Népesség
A település népességének változása:
| Lakosok száma | 229  | 226  | 263  | 381  | 424  | 448  | 457  | 460  | 460  | 465  |
|               | 1968 | 1982 | 1990 | 2006 | 2013 | 2015 | 2017 | 2019 | 2020 | 2022 |